# Apeadeiro de Araújo
O apeadeiro de Araújo foi uma gare da Linha de Guimarães, que servia a localidade de Araújo, no município de Matosinhos, em Portugal. Foi substituída pela Estação Araújo do Metro do Porto.

## Descrição

### Infraestrutura
O edifício de passageiros situava-se do lado sudeste da via (lado direito do sentido ascendente, para Fafe).

## História
Esta interface foi inaugurada em 14 de Março de 1932 e posta ao serviço no dia seguinte, com a classificação de apeadeiro, como parte do lanço da Linha de Guimarães entre Senhora da Hora e Trofa, construído pela Companhia dos Caminhos de Ferro do Norte de Portugal. O comboio inaugural fez uma paragem no apeadeiro de Araújo, onde foi recebido por uma grande multidão. Quando entrou em funcionamento, prestava serviço completo, nos regimes de grande e pequena velocidades.
Em 1 de Janeiro de 1947, a Companhia dos Caminhos de Ferro Portugueses passou a explorar as antigas linhas da Companhia do Norte.
No XIII Concurso das Estações Floridas, organizado em 1954 pela Companhia dos Caminhos de Ferro Portugueses e pelo Secretariado Nacional de Informação, o apeadeiro de Araújo foi premiado com um diploma de menção honrosa especial.
Em Junho de 1984, apresentava a categoria de apeadeiro, e era servido por comboios regionais e tranvias da operadora Caminhos de Ferro Portugueses.
Em 1985, esta interface foi brevemente elevada à classificação de estação, que manteve até, pelo menos, 1988; tendo sido despromovida de volta à de apeadeiro antes de 2002.
Em 24 de Fevereiro de 2002, foi encerrado o troço entre a Senhora da Hora e Trofa, para ser convertido numa linha do Metro do Porto. O troço da Linha C do Metro do Porto entre a Senhora da Hora e Fórum da Maia (no qual se insere a estação de metro de Araújo) foi aberto à exploração em 30 de Julho de 2005.
|  | - Caminhos de Ferro Portugueses - Infraestruturas de Portugal - Transporte ferroviário em Portugal - História do transporte ferroviário em Portugal |